# AZS UMK Toruń
AZS UMK Toruń – Akademicki Związek Sportowy Uniwersytetu Mikołaja Kopernika w Toruniu założony w 1946.
Pismo w sprawie utworzenia przy UMK Akademickiego Związku Sportowego wpłynęło do pierwszego rektora prof. dra Ludwika Kolankowskiego 10 stycznia 1946. 15 stycznia 1946 rektor wyraził zgodę. Powołano następujące sekcje: koszykówka, lekkoatletyka, wioślarska, żeglarska, siatkówka, tenis ziemny, piłka ręczna, tenis stołowy, boks, strzelectwo, szachy, szermierka, narciarska, hokej na lodzie oraz szybowcowa. Na czele zarządu stanął Wojciech Kopcewicz (stryj wieloletniego rektora UMK – Jana Kopcewicza).

## Olimpijczycy
- Ryszard Olszewski – koszykówka – 1960
- Piotr Bujnarowski – wioślarstwo – 1992, 1996
- Sławomir Kruszkowski – wioślarstwo – 2000, 2004, 2008
- Michał Stawowski – wioślarstwo – 2004, 2008
- Daniel Trojanowski – wioślarstwo – 2004, 2008, 2012, 2016
- Łukasz Pawłowski – wioślarstwo – 2008 (srebrny medal w kategorii czwórki podwójnej bez sternika wagi lekkiej)
- Mirosław Ziętarski – wioślarstwo – 2016
- Robert Fuchs – wioślarstwo – 2016
- Katarzyna Zillmann – wioślarstwo – 2021 (srebrny medal w kategorii czwórki podwójnej)[1]

## Koszykówka mężczyzn
Klub rozegrał 24 sezony w ekstraklasie koszykarzy, ostatni w sezonie 2000/2001. Obecnie występuje w II lidze.

## Piłka ręczna mężczyzn
Sekcja reprezentowana przez klub AZS UMK Toruń, powstał w 2009 roku, występuje w II lidze KPOZPR.

## Futsal
Klub w sezonie 2009/2010 awansował do II ligi, wygrana w meczu barażowym z faworyzowanym przeciwnikiem Aldent Team Chełmża 5:2

## Tenis stołowy mężczyzn i kobiet
Oba kluby AZS UMK męski i żeński w sezonie 2009/2010 spadły z II ligi. Aktualnie w II lidze gra tylko zespół żeński.

## Siatkówka mężczyzn
Zespół UMK w Toruniu w roku akademicki 2005/06 oraz 2006/07 zdobył tytuł Mistrza AMPiK. Trener – Joanna Kaczmarek. Rokrocznie (w marcu) organizowany jest Turniej Kopernikański w piłce siatkowej Kobiet i Mężczyzn – uznawany za najstarszy w Polsce. Od roku 2010 organizuje projekt pod nazwą PLAŻA GOTYKU – Grand Prix w siatkówce plażowej kobiet i mężczyzn.

## Szachy
Drużynowy mistrz Kujawsko-Pomorskiego Związku Szachowego (2008), trzykrotny uczestnik II ligi seniorów (2008, 2009, 2010), drużynowy mistrz KPZSzach w szachach szybkich (2007) i błyskawicznych (2010). Indywidualni mistrzowie KPZSzach: Mirosław Gawroński (2010, szachy szybkie), Krzysztof Żołnierowicz (2010, szachy błyskawiczne).

## Wioślarstwo
Sekcja istniejąca od początku powstania klubu. Swojego reprezentanta na Igrzyskach Olimpijskich wystawia nieprzerwanie od 1992, począwszy od Piotra Bujnarowskiego. Obecnie w klubie pracuje sześciu trenerów.

## Nagrody i wyróżnienia
- 2021 – Medal „Za zasługi dla Miasta Torunia” na wstędze[2]